# Neogastropoda
Neogastropoda là một nhánh phản loại không phân hạng bao gồm các loài ốc biển, động vật thân mềm hai mảnh vỏ. Trước năm 2005, Neogastropoda được xếp là một bộ.

## Familia
- Buccinoidea Rafinesque, 1815
  - Belomitridae Kantor, Puillandre, Rivasseau & Bouchet, 2012
  - Buccinidae Rafinesque, 1815
  - Busyconidae Wade, 1917 (1867)
  - Colubrariidae Dall, 1904
  - Columbellidae Swainson, 1840
  - Echinofulguridae Petuch, 1994 †
  - Fasciolariidae Gray, 1853
  - Melongenidae Gill, 1871 (1854)
  - Nassariidae Iredale, 1916 (1835)
- Cancellarioidea Forbes & Hanley, 1851
  - Cancellariidae Forbes & Hanley, 1851
- Conoidea Fleming, 1822
  - Borsoniidae Bellardi, 1875
  - Bouchetispiridae Kantor, Strong & Puillandre, 2012
  - Clathurellidae H. Adams & A. Adams, 1858
  - Clavatulidae Gray, 1853
  - Cochlespiridae Powell, 1942
  - Conidae Fleming, 1822
  - Conorbidae de Gregorio, 1880
  - Drilliidae Olsson, 1964
  - Horaiclavidae Bouchet, Kantor, Sysoev & Puillandre, 2011
  - Mangeliidae P. Fischer, 1883
  - Mitromorphidae Casey, 1904
  - Pseudomelatomidae Morrison, 1966
  - Raphitomidae Bellardi, 1875
  - Strictispiridae McLean, 1971
  - Terebridae Mörch, 1852
  - Turridae H. Adams & A. Adams, 1853 (1838)
- Muricoidea Rafinesque, 1815
  - Babyloniidae Kuroda, Habe & Oyama, 1971
  - Costellariidae MacDonald, 1860
  - Cystiscidae Stimpson, 1865
  - Harpidae Bronn, 1849
  - Marginellidae Fleming, 1828
  - Mitridae Swainson, 1829
  - Muricidae Rafinesque, 1815
  - Pholidotomidae Cossmann, 1896 †
  - Pleioptygmatidae Quinn, 1989
  - Strepsiduridae Cossmann, 1901
  - Turbinellidae Swainson, 1835
  - Volutidae Rafinesque, 1815
  - Volutomitridae Gray, 1854
- Olivoidea Latreille, 1825
  - Olivellidae Troschel, 1869
  - Olividae Latreille, 1825
- Pseudolivoidea de Gregorio, 1880
  - Pseudolividae de Gregorio, 1880
  - Ptychatractidae Stimpson, 1865
- Sarganoidea Stephenson, 1923 †
  - Pyropsidae Stephenson, 1941 †
  - Sarganidae Stephenson, 1923 †
  - Volutodermatidae Pilsbry & Olsson, 1954 †
- Neogastropoda incertae sedis
  - Johnwyattiidae Serna, 1979 †
  - Perissityidae Popenoe & Saul, 1987 †
  - Pseudotritoniidae Golikov & Starobogatov, 1987 †
  - Pyramimitridae Cossmann, 1901
  - Speightiidae Powell, 1942
  - Taiomidae Finlay & Marwick, 1937 †
  - Weeksiidae Sohl, 1961 †

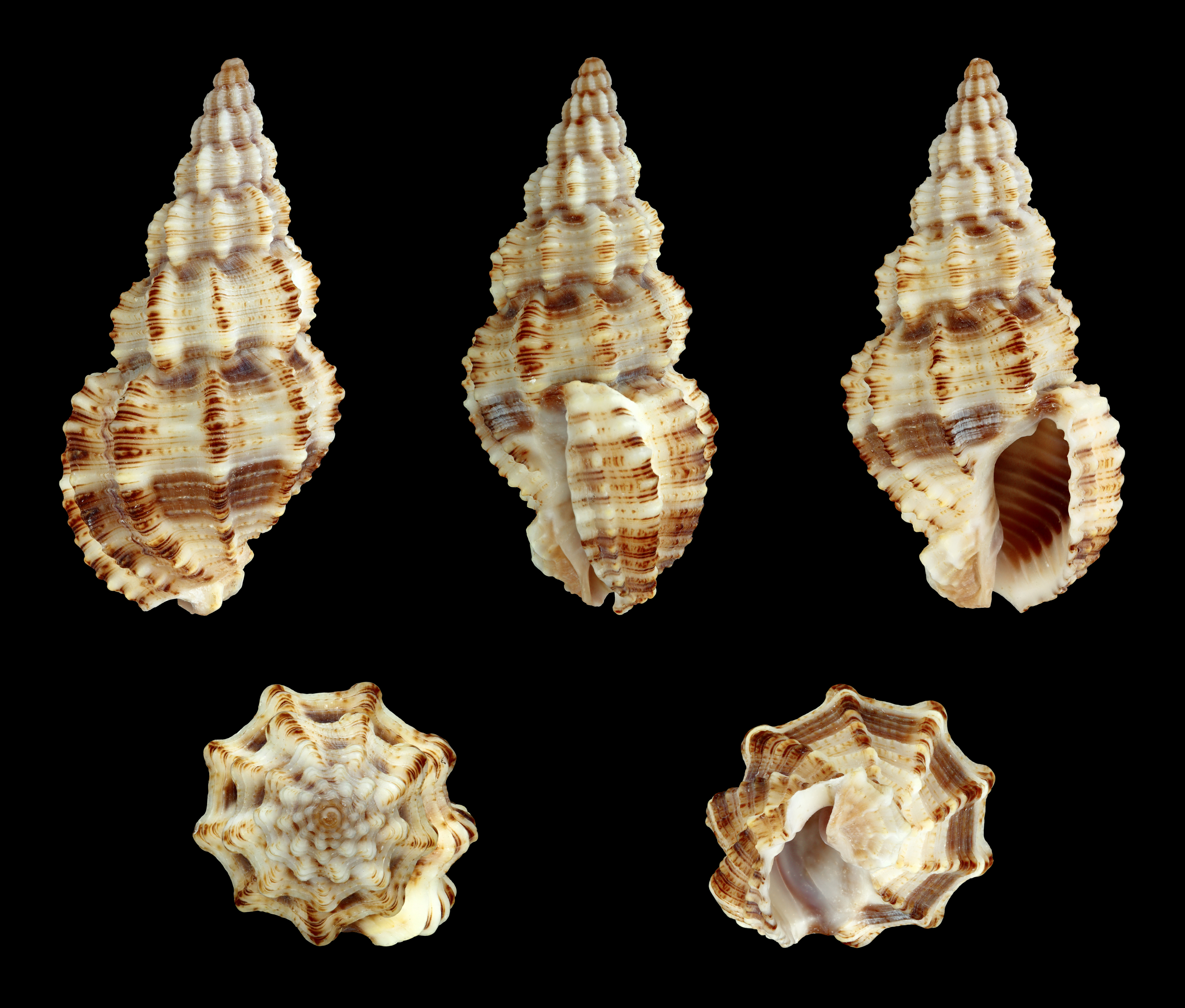
Phos senticosus, Buccinidae
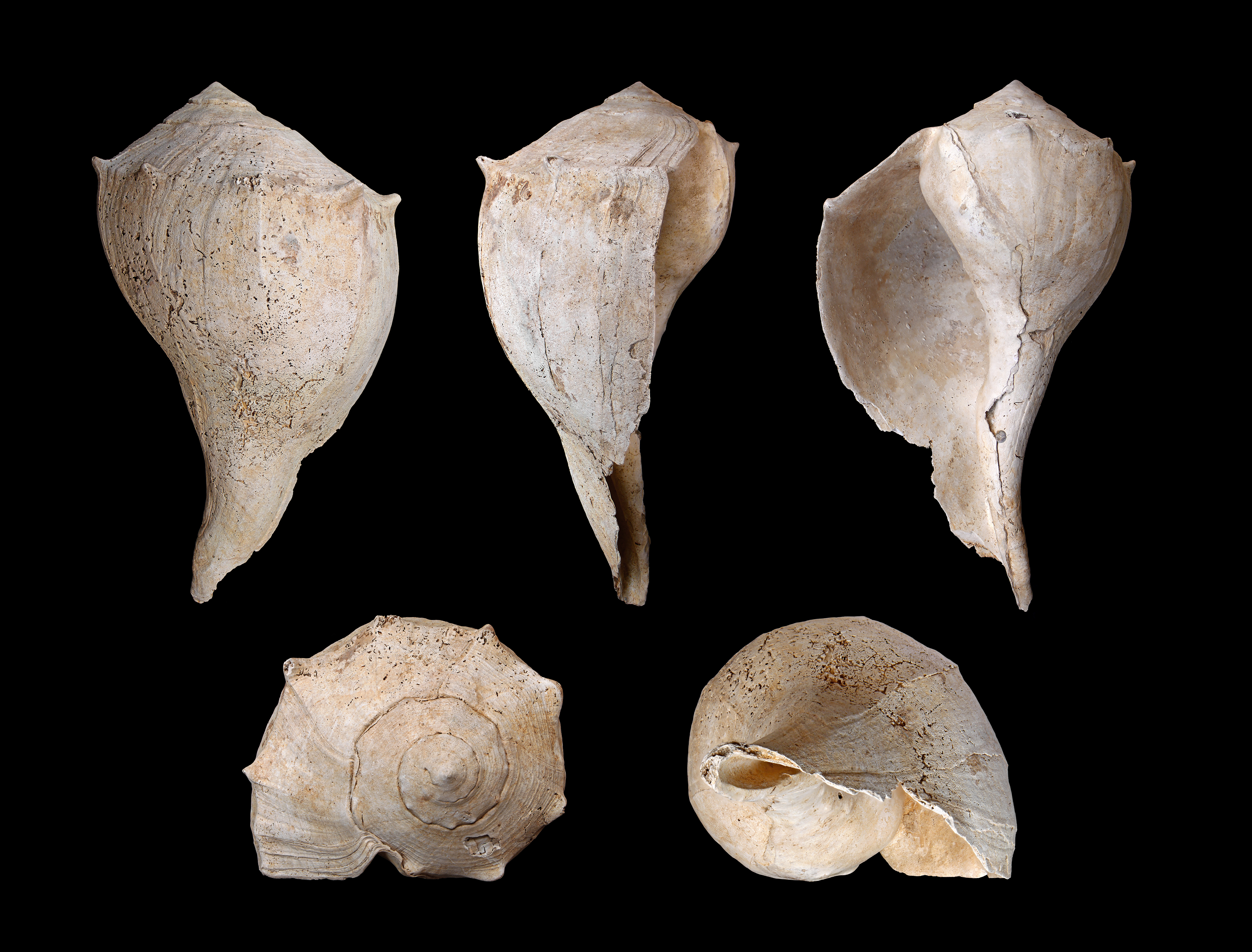
Busycon contrarium, Busyconidae
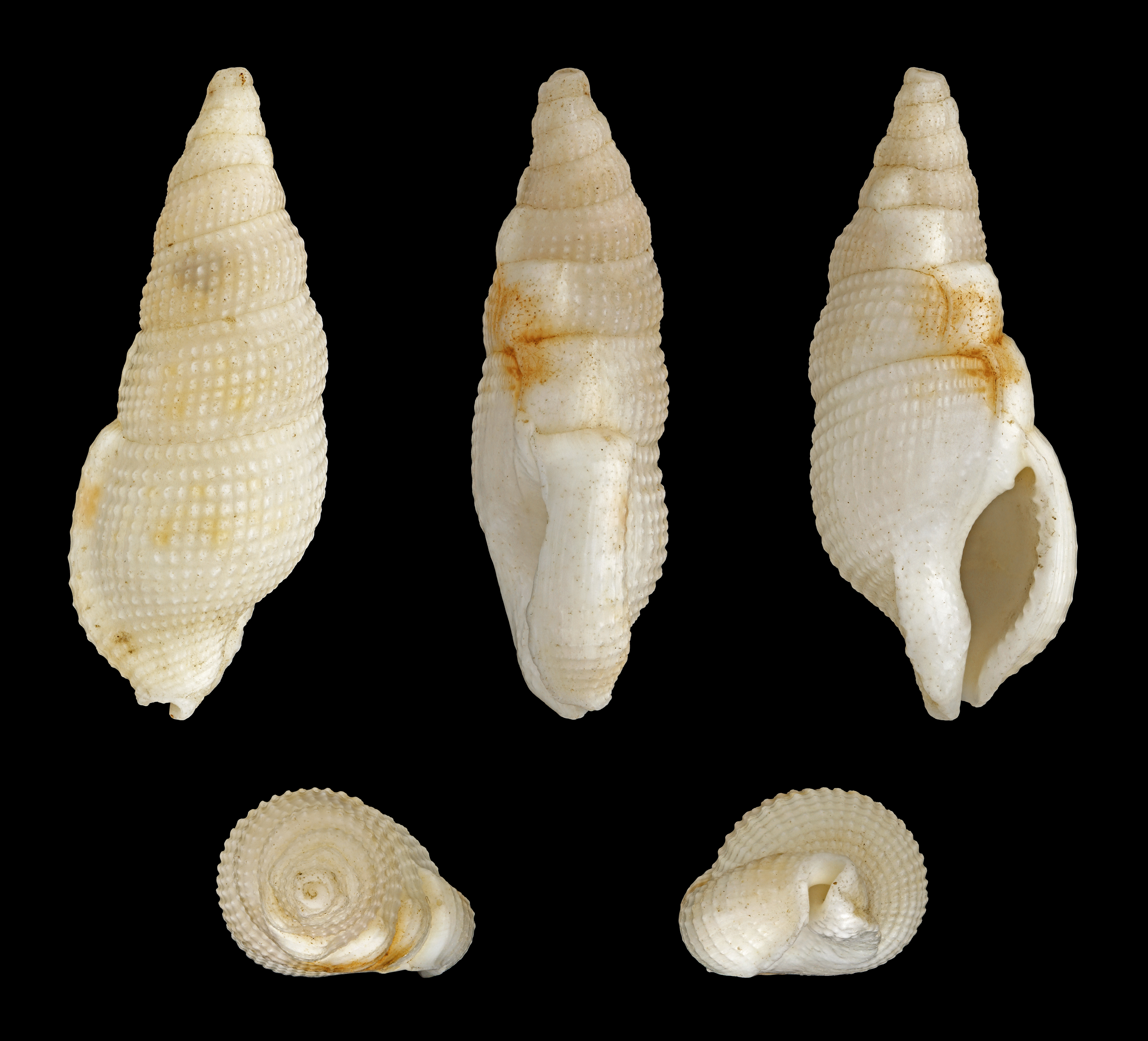
Colubraria tortuosa, Colubrariidae
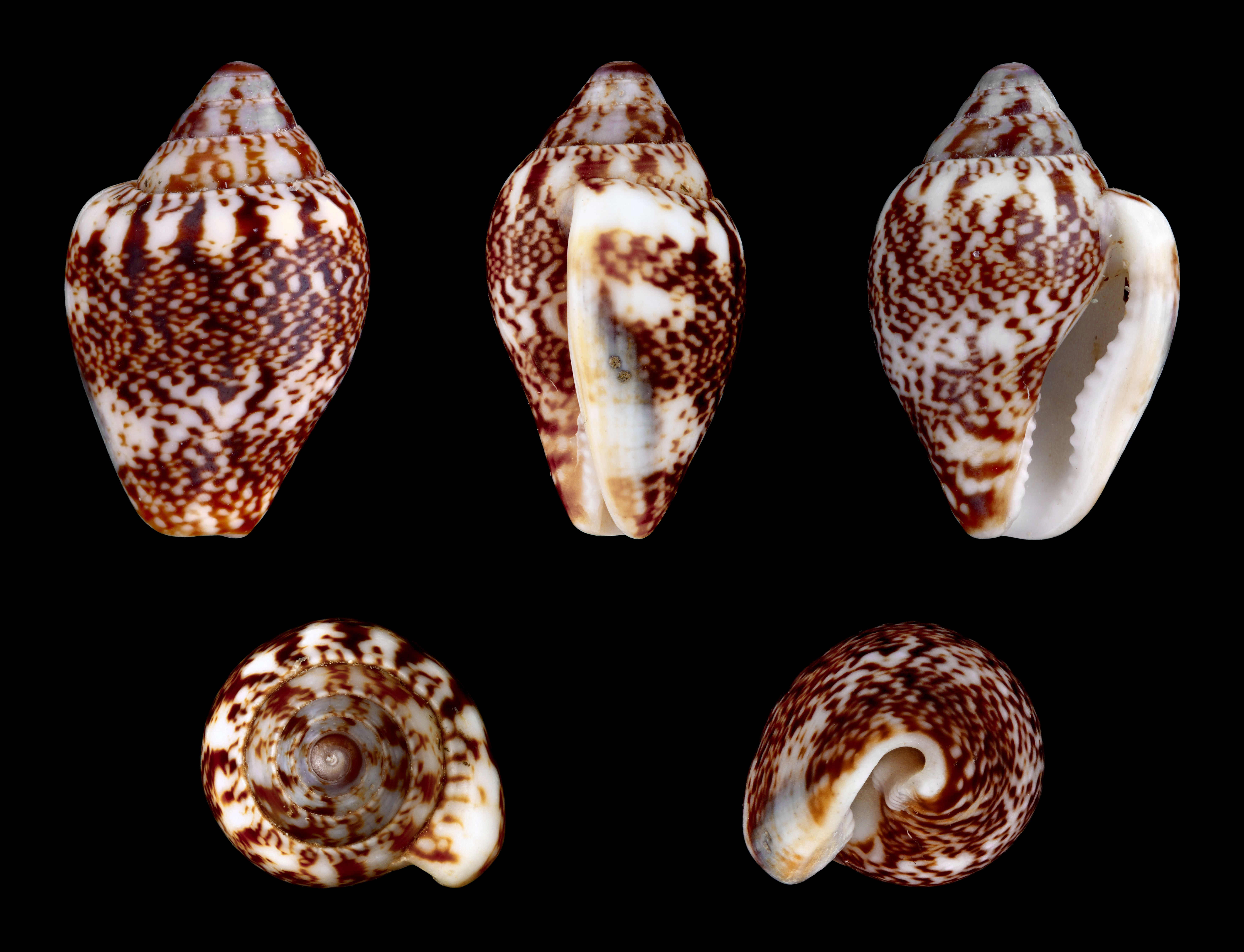
Columbella rustica, Columbellidae
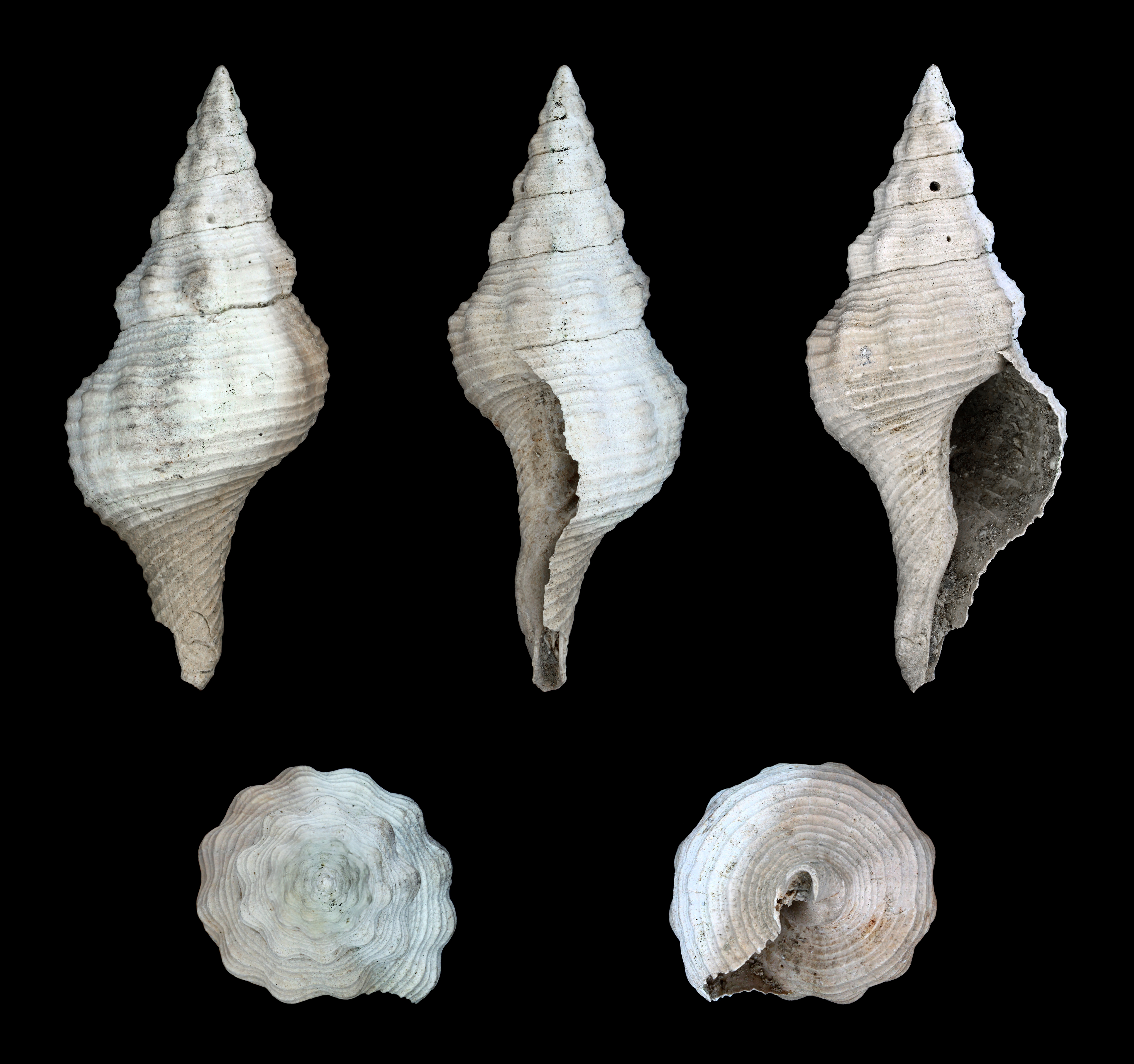
Fasciolaria scalarina, Fasciolariidae
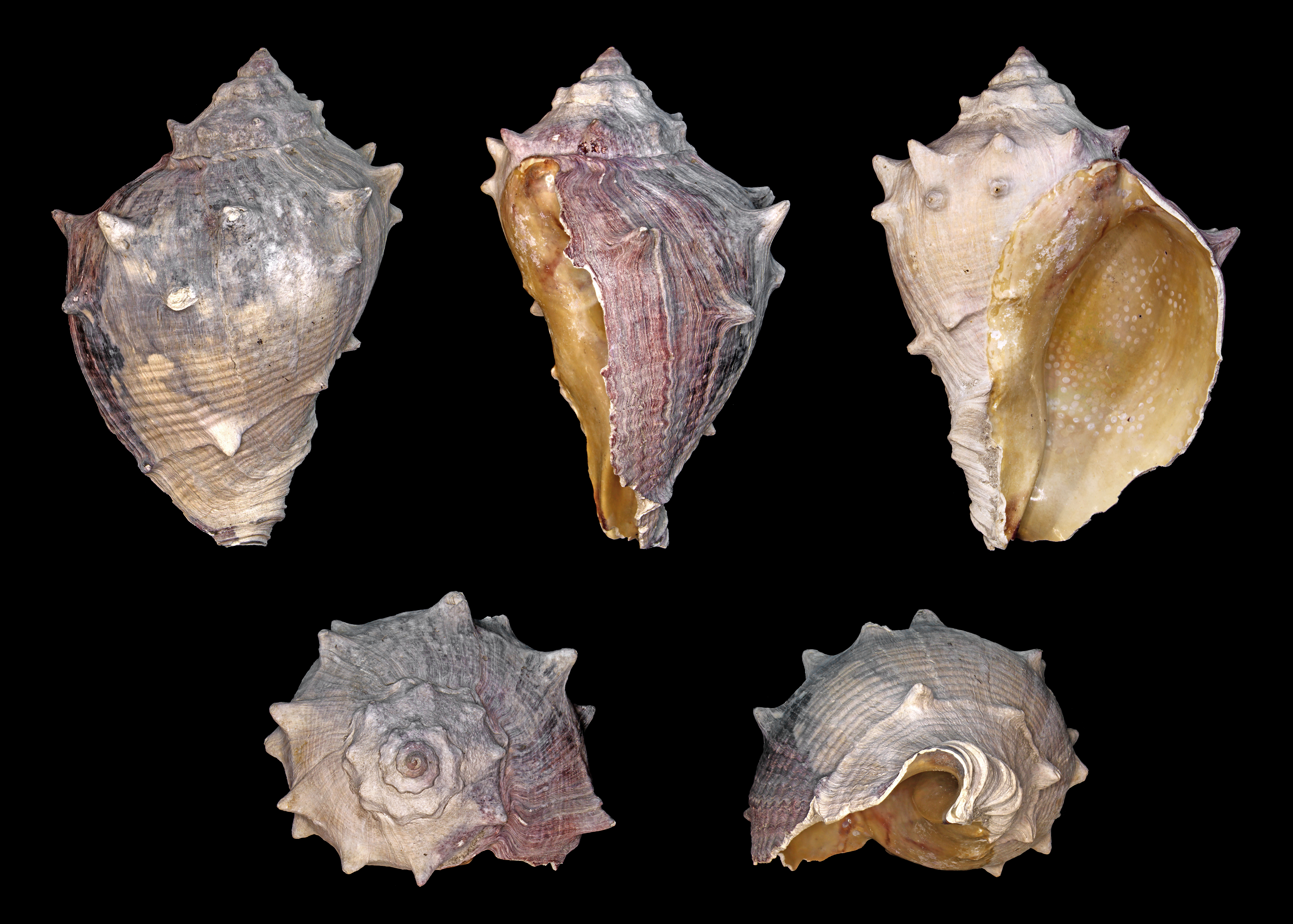
Melongena consors, Melongenidae
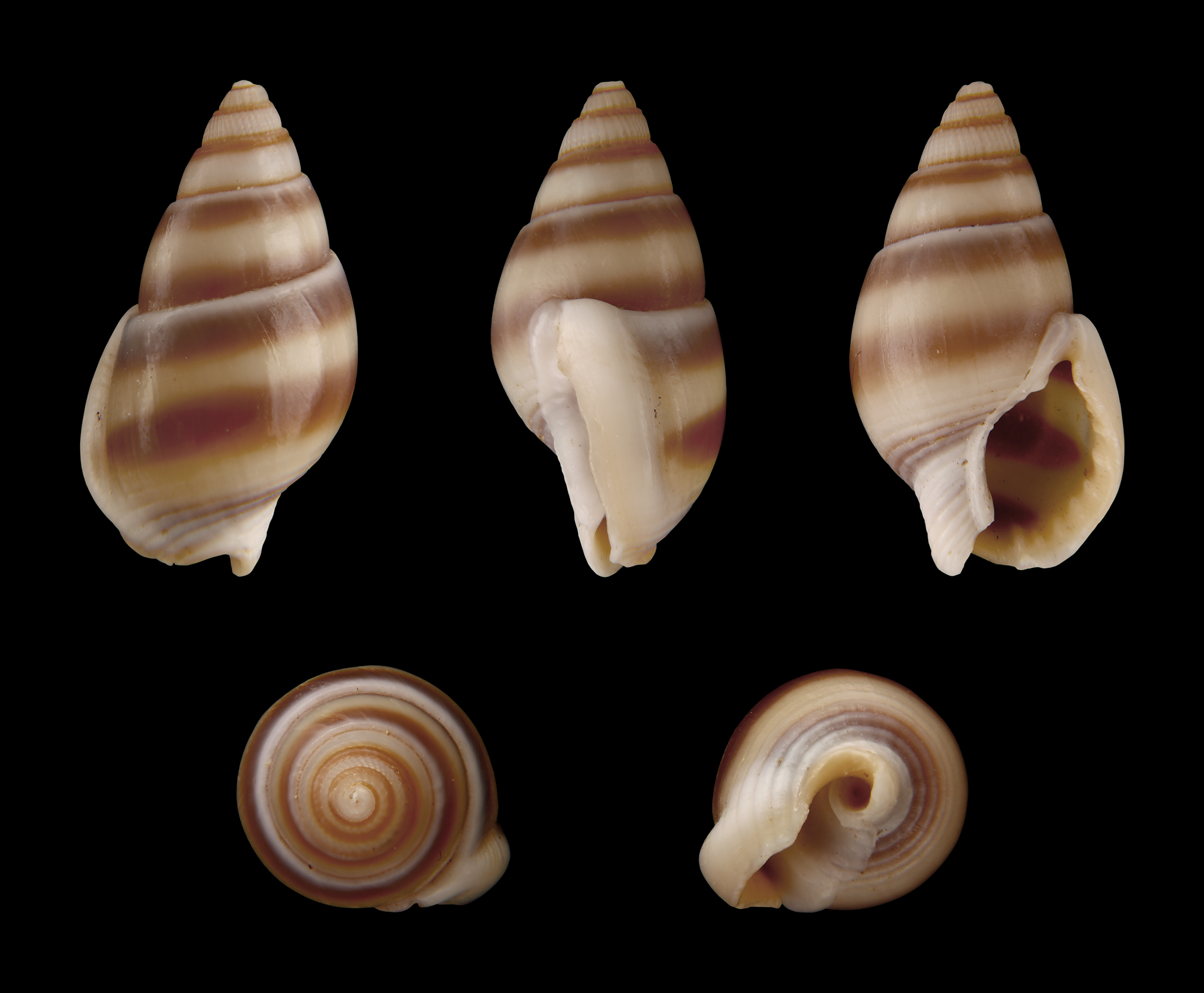
Nassarius reeveanus, Nassariidae
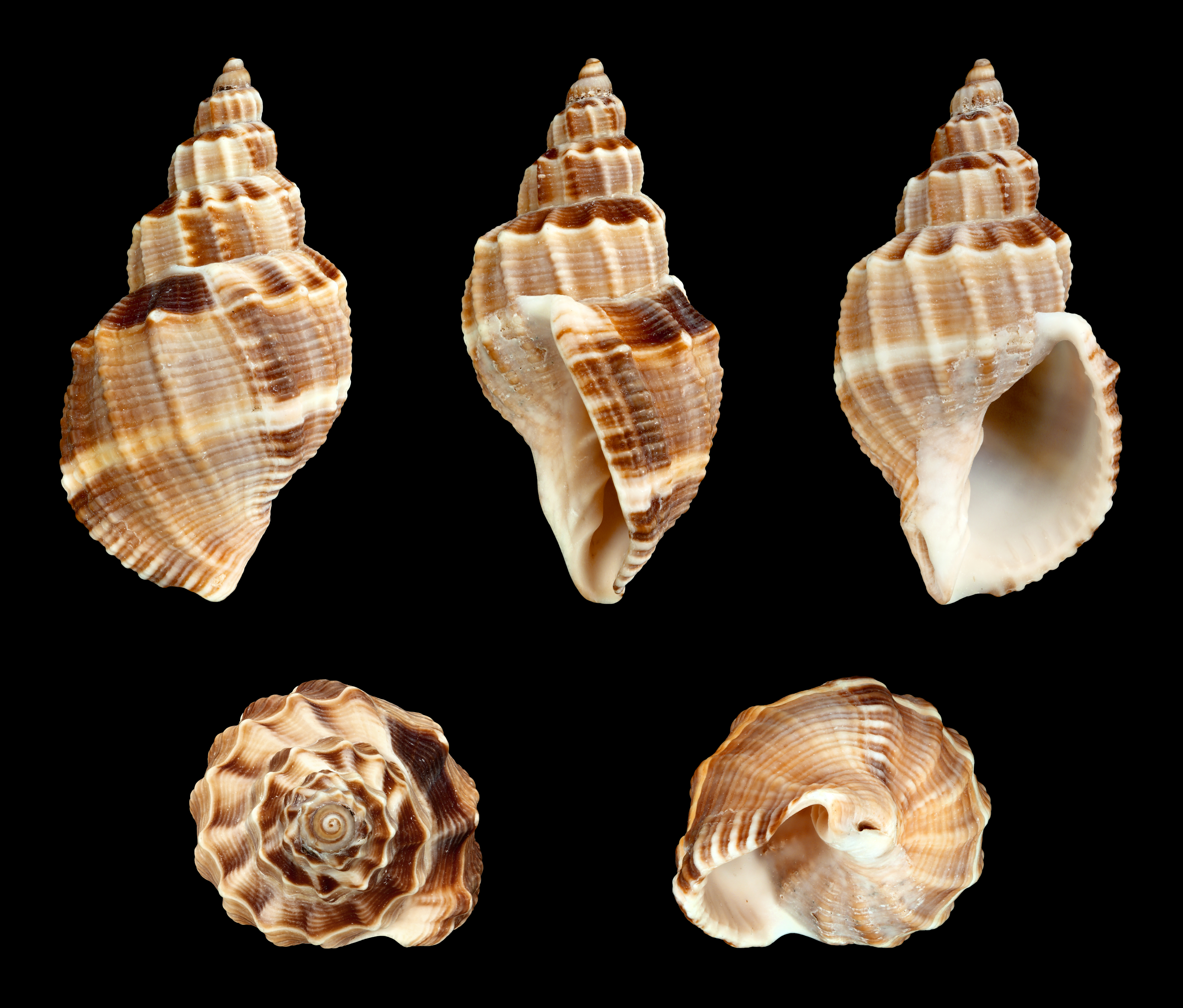
Sydaphera spengleriana, Cancellariidae
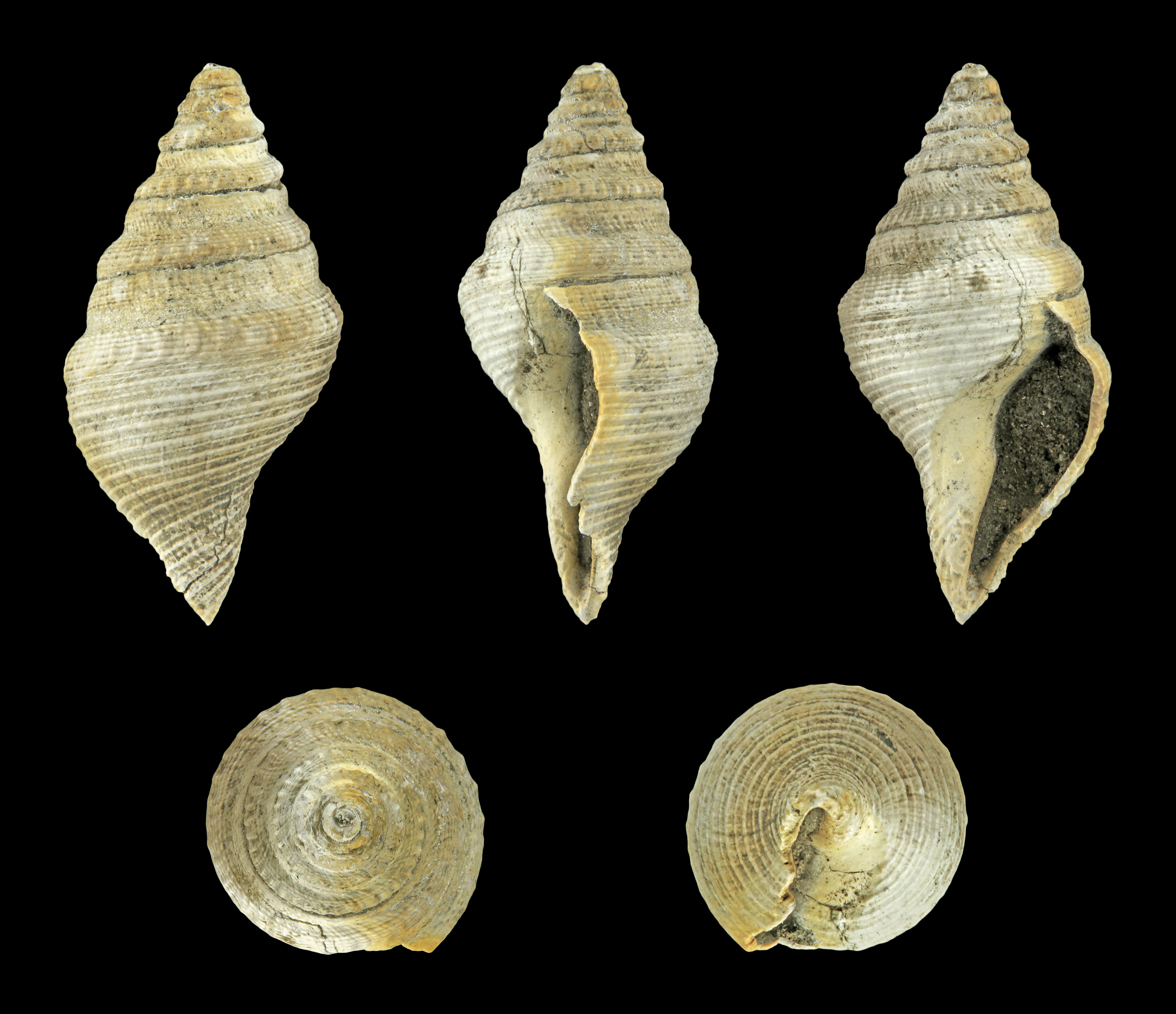
Bathytoma cataphracta jugleri, Borsoniidae
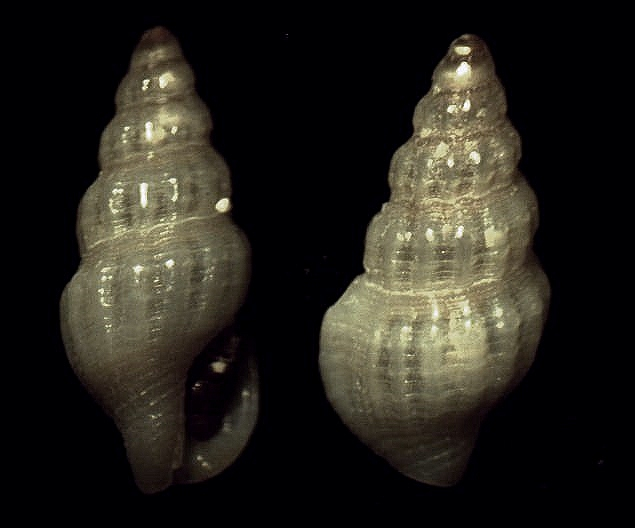
Etrema alliterata, Clathurellidae
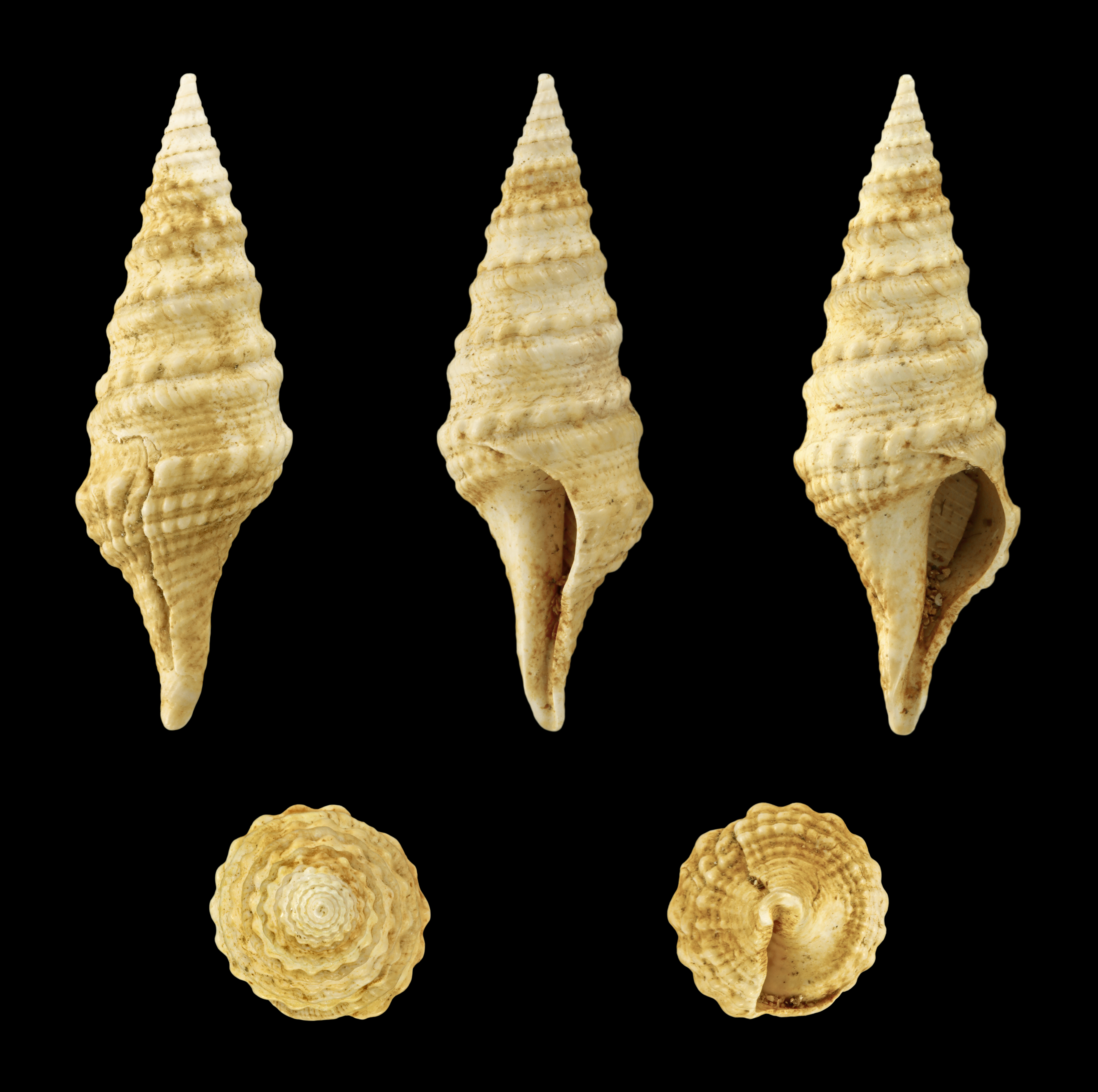
Clavatula asperulata, Clavatulidae
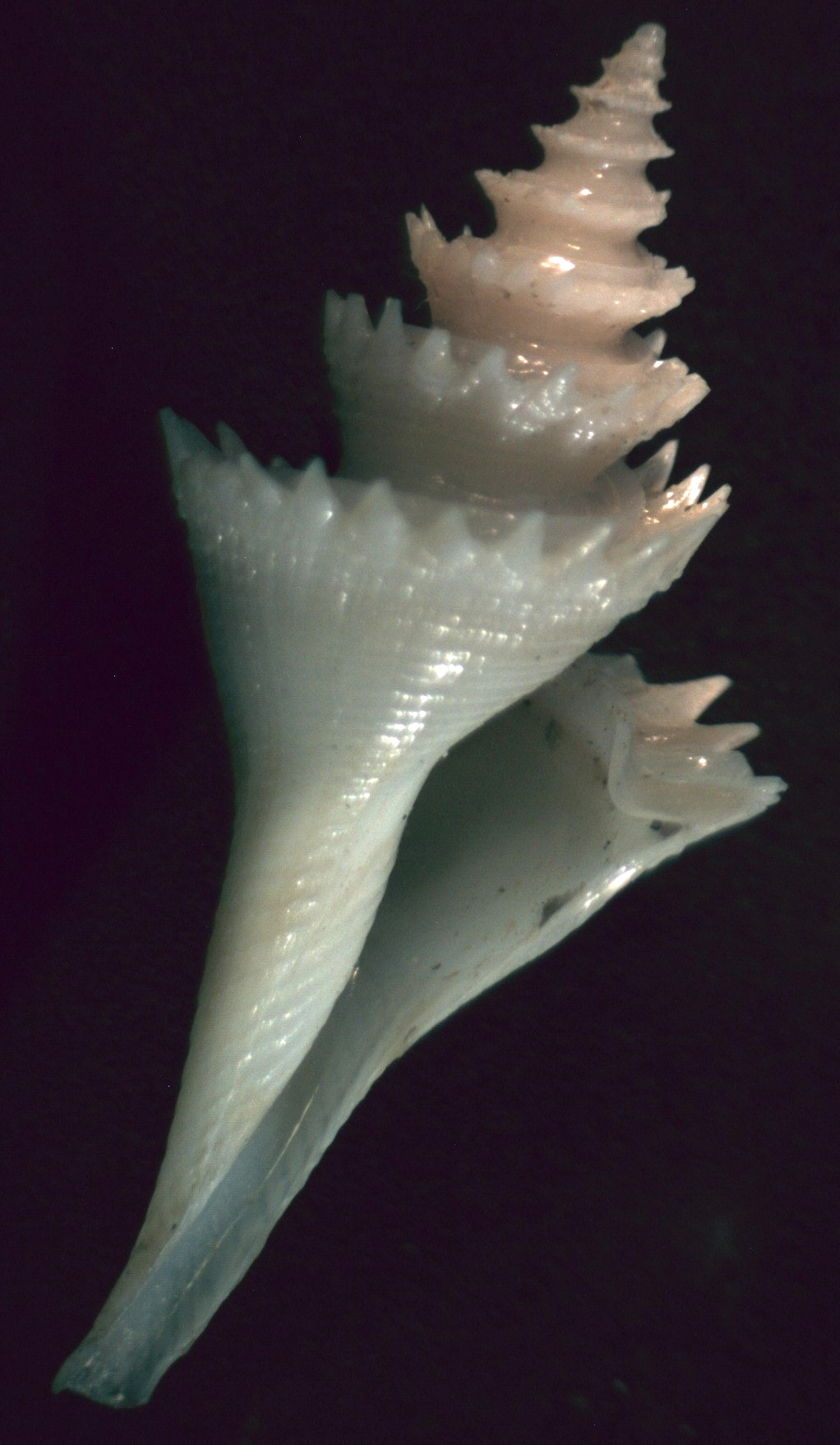
Cochlespira radiata, Cochlespiridae
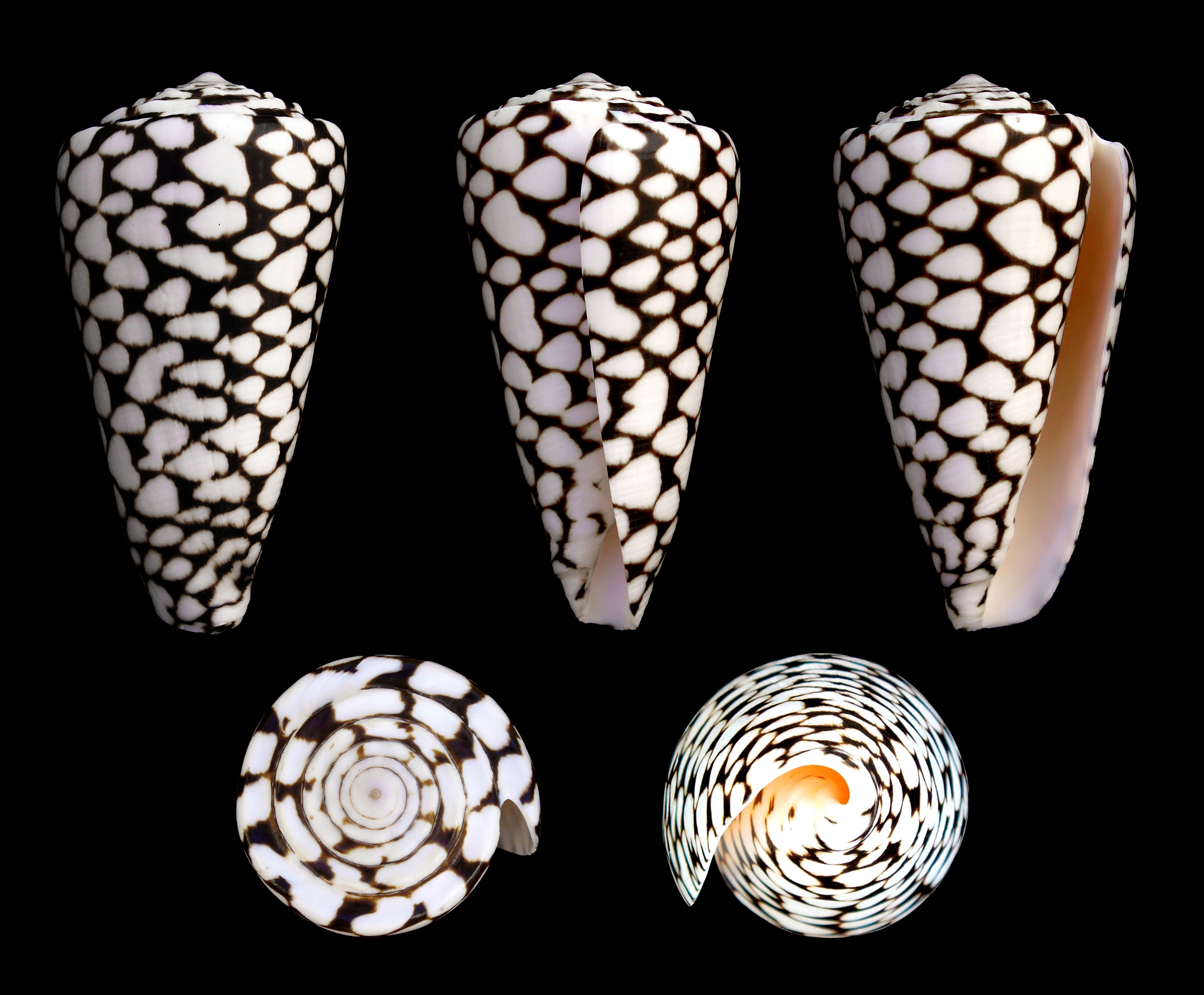
Conus marmoreus, Conidae
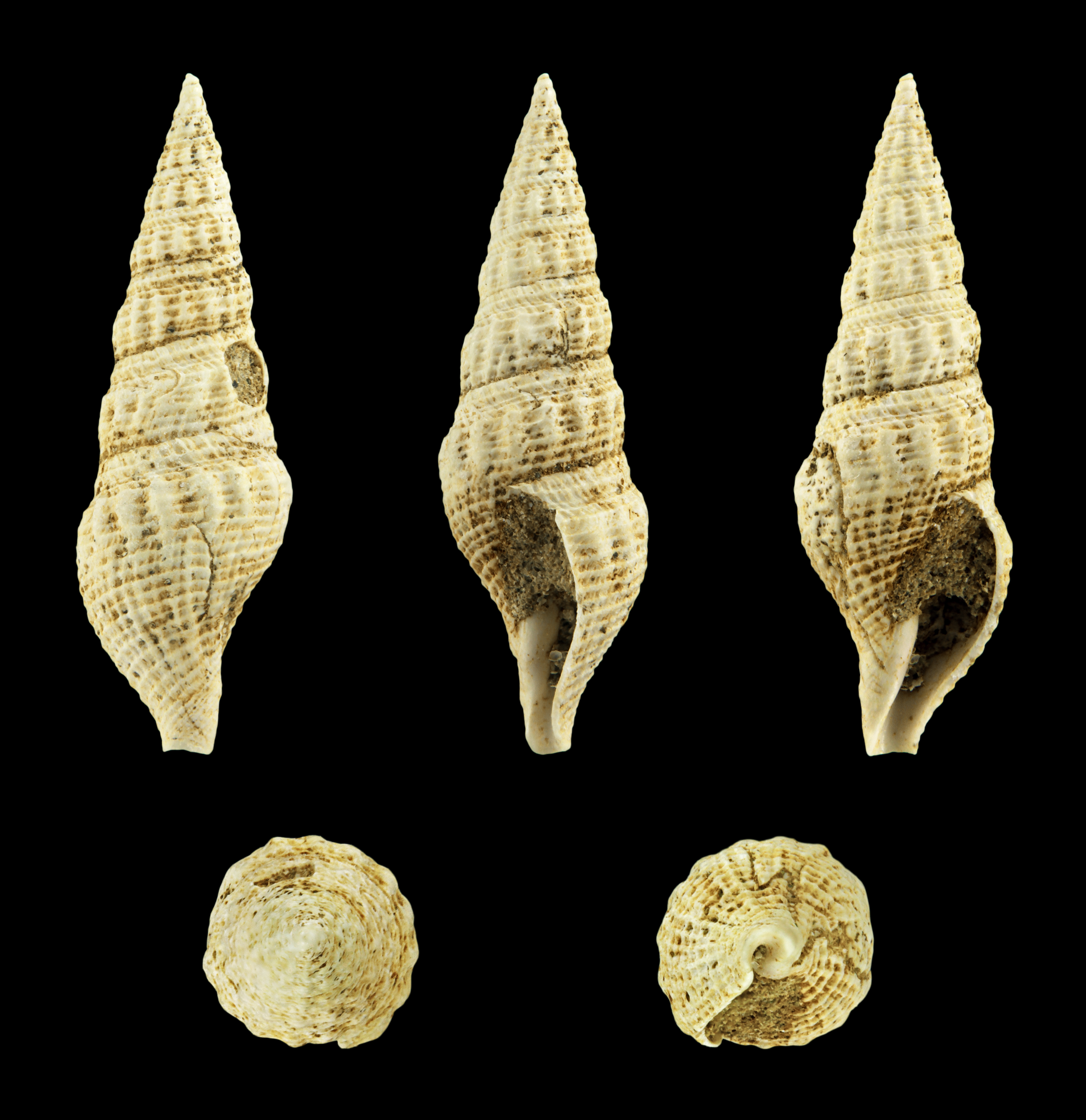
Drillia miocaenica, Drilliidae
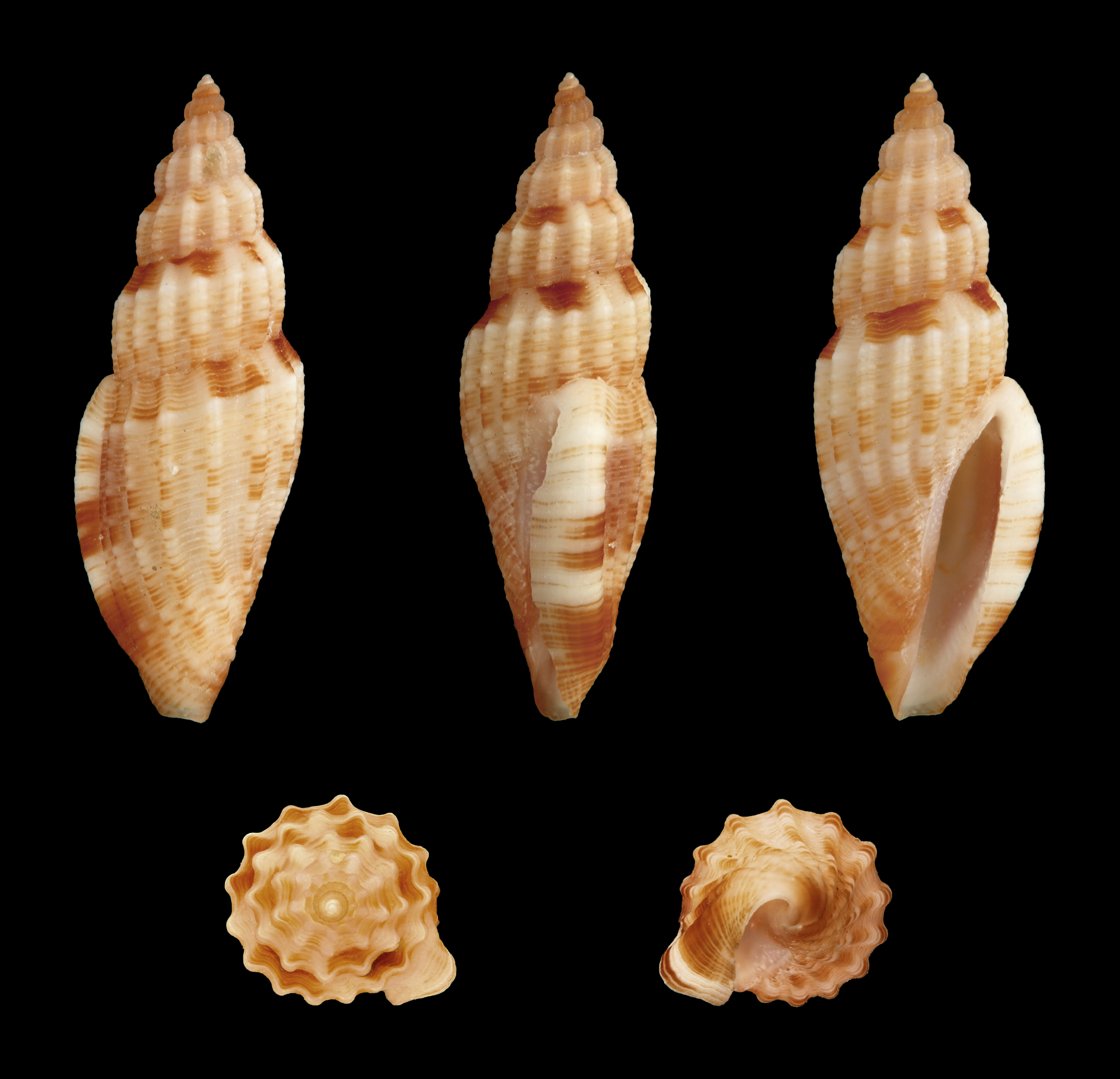
Gingicithara cylindrica, Mangeliidae
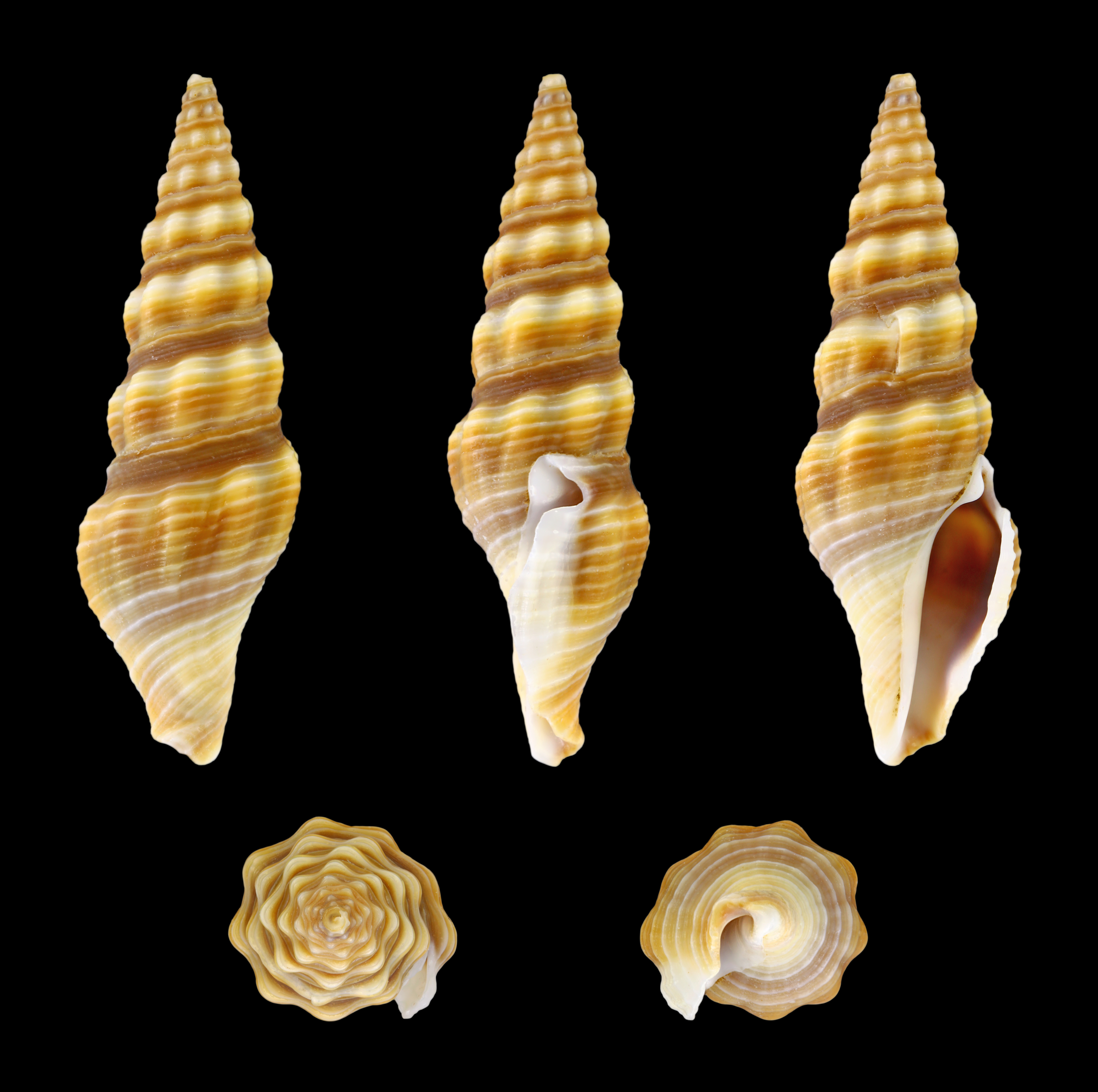
Ptychobela nodulosa, Pseudomelatomidae
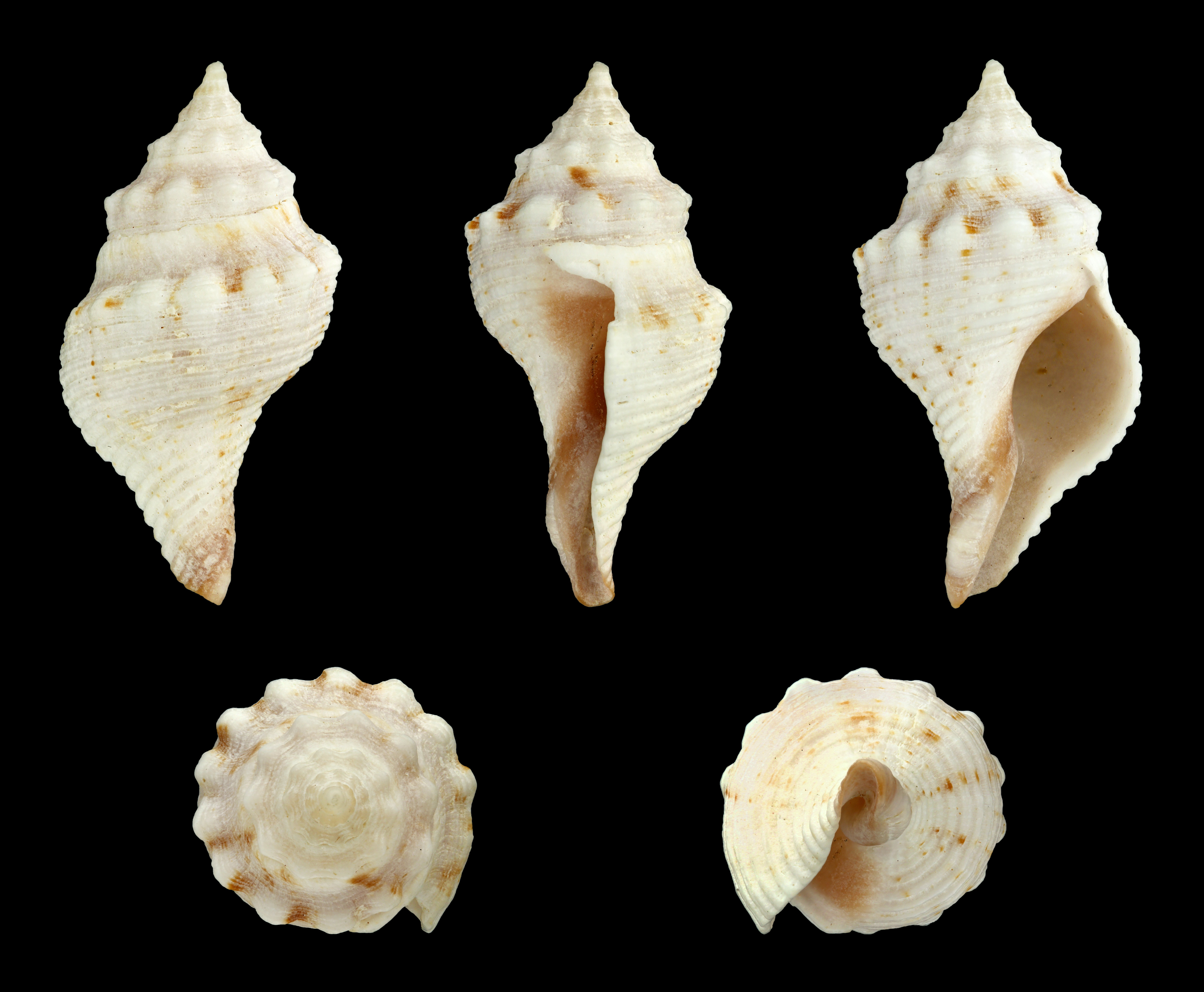
Gymnobela bairdii, Raphitomidae
Terebra dislocata, Terebridae
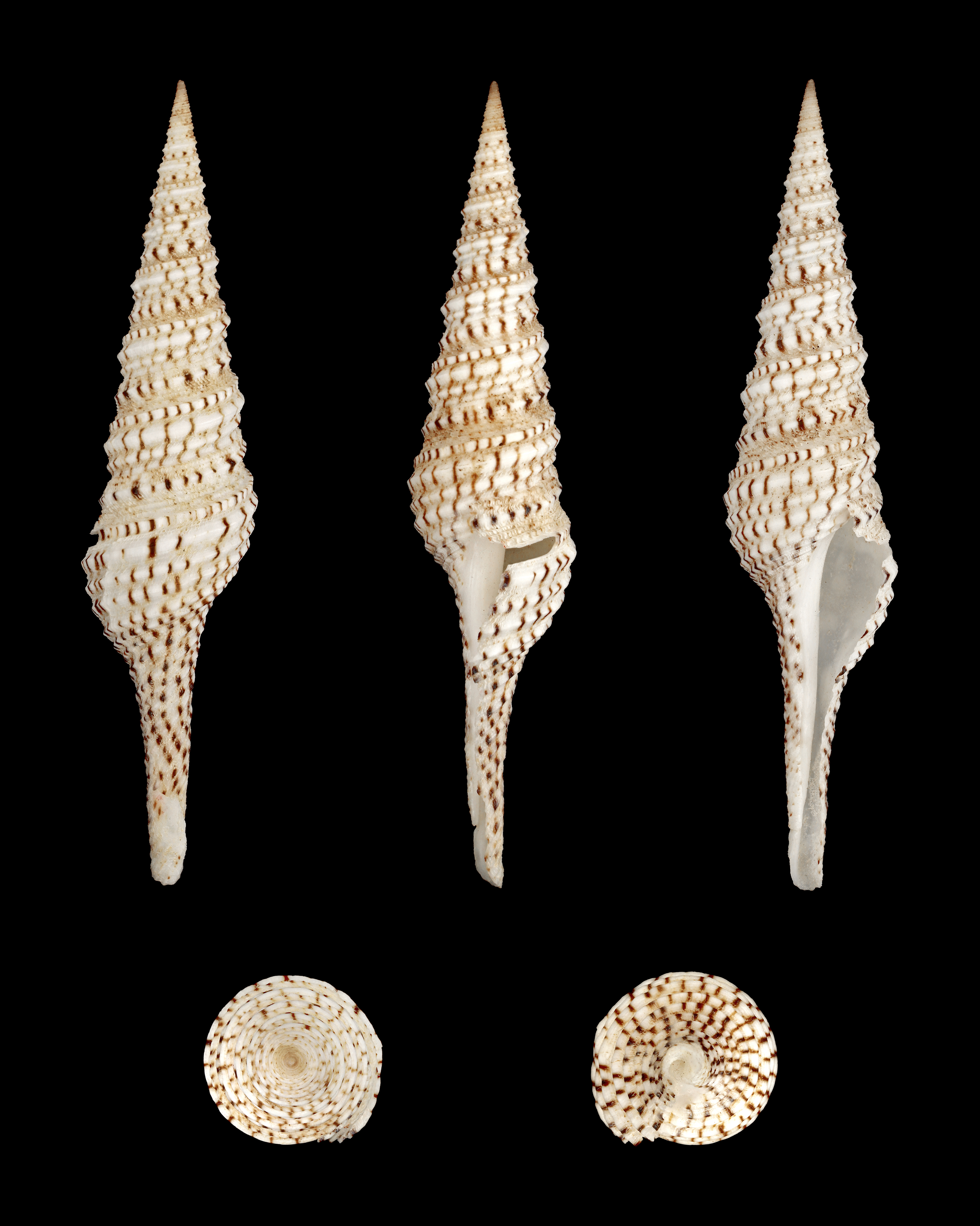
Turris crispa, Turridae
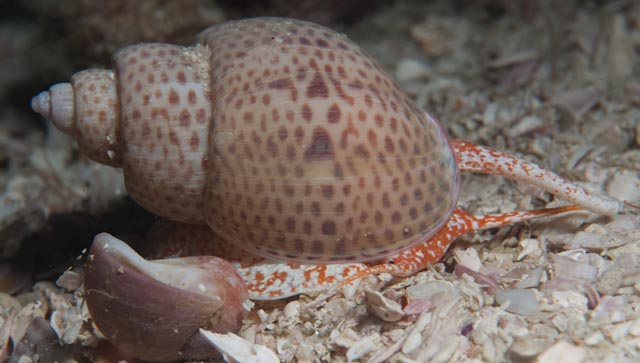
Zemiropsis papillaris, Babyloniidae
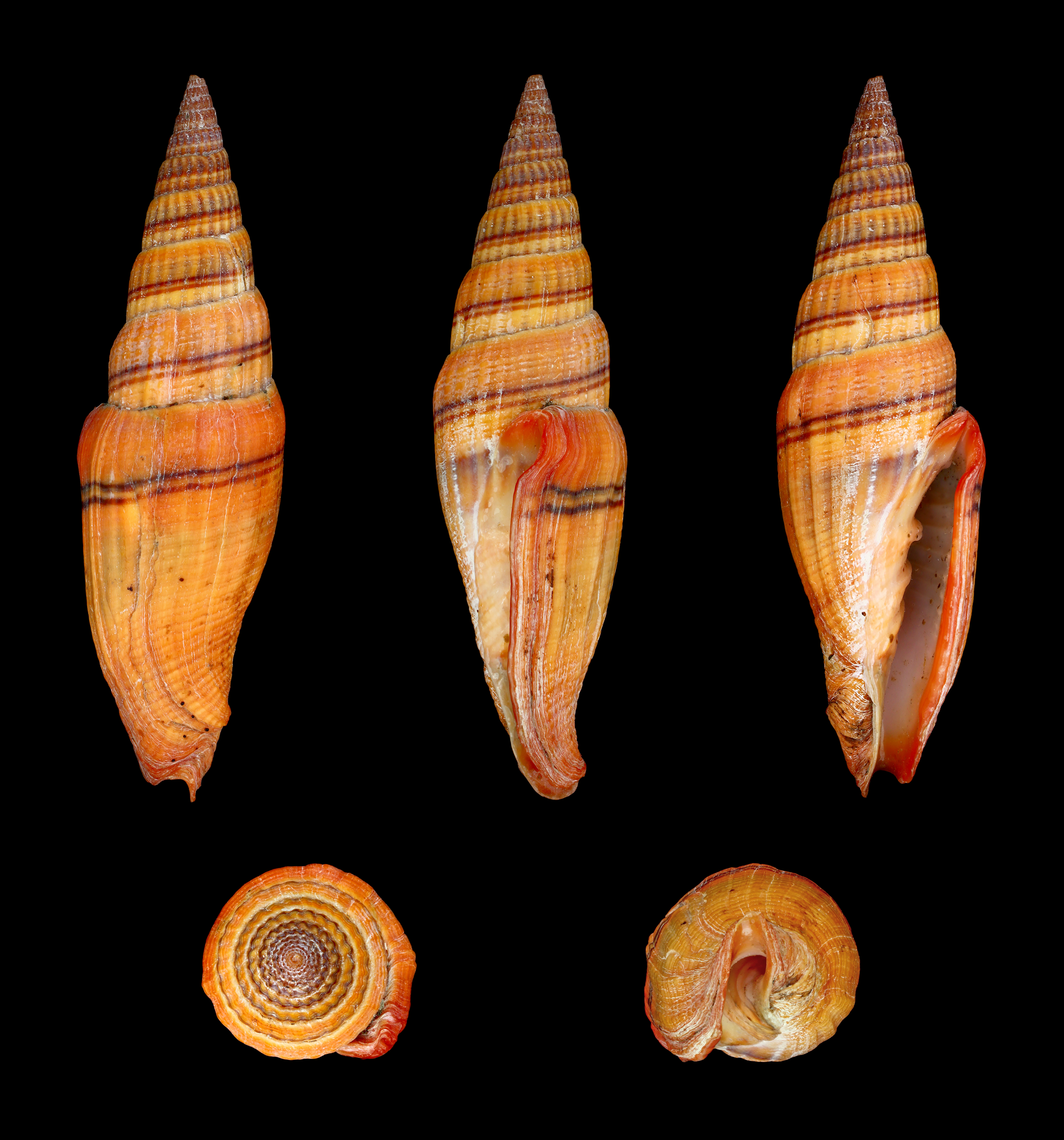
Vexillum ornatum, Costellariidae
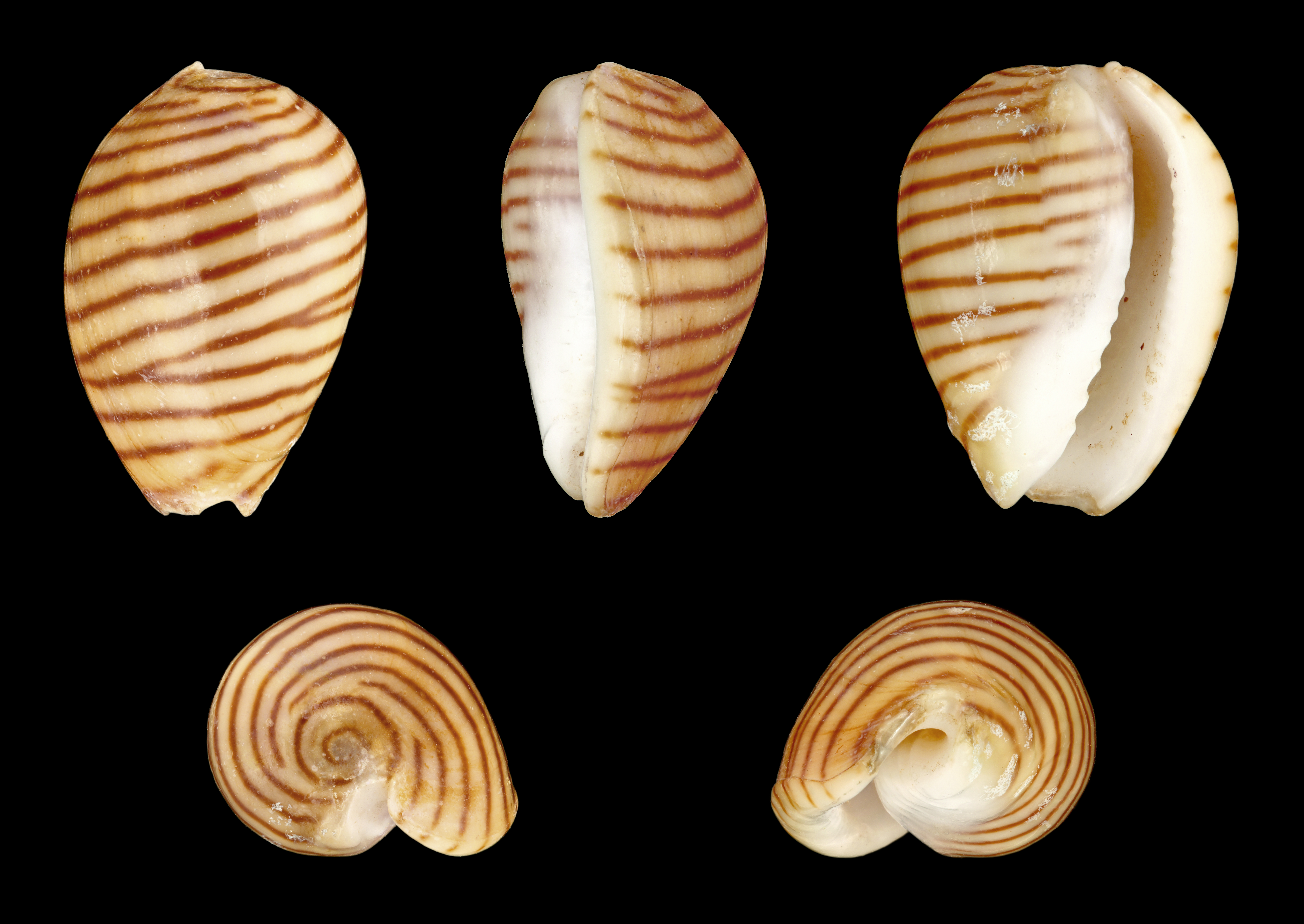
Persicula cingulata, Cystiscidae
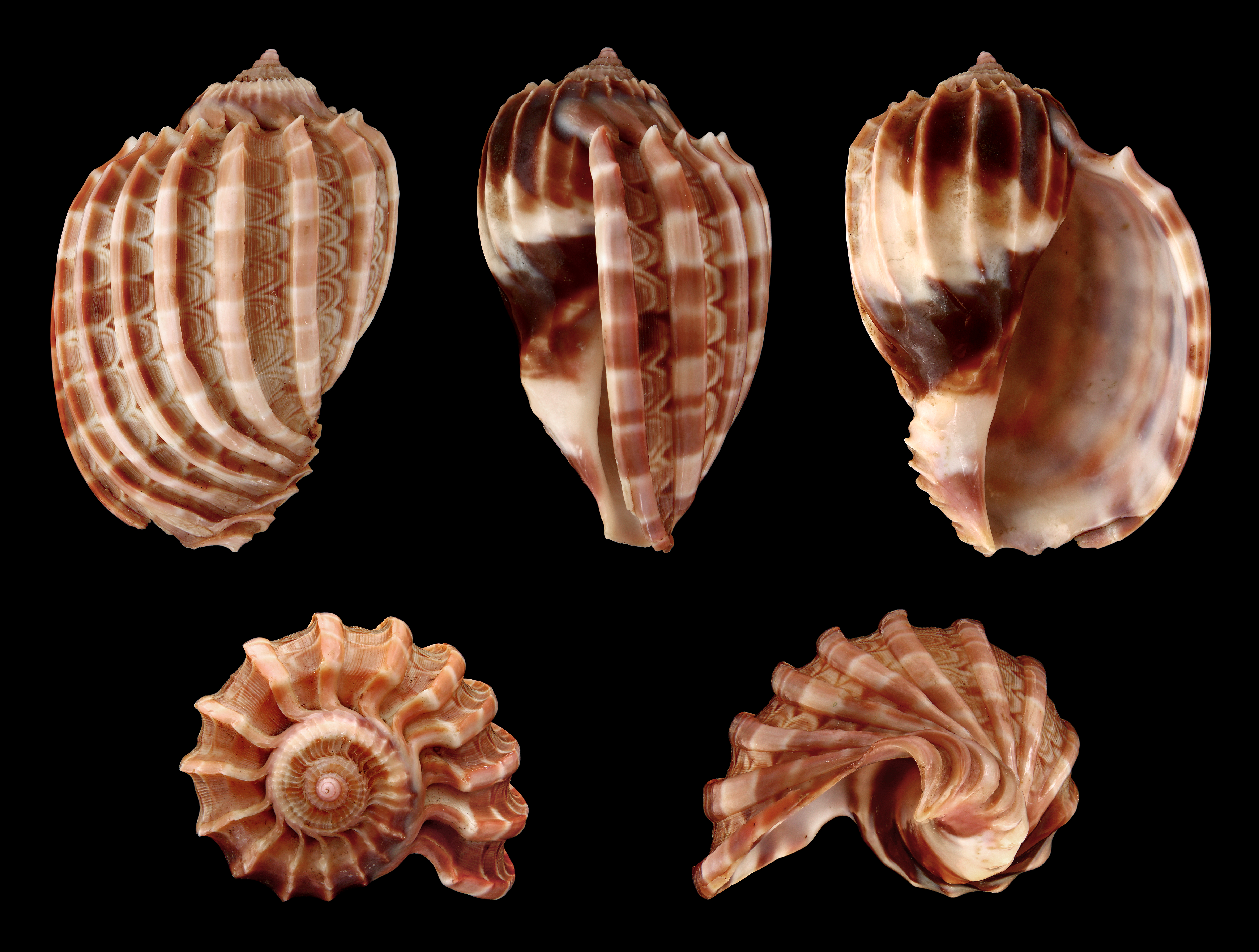
Harpa davidis, Harpidae
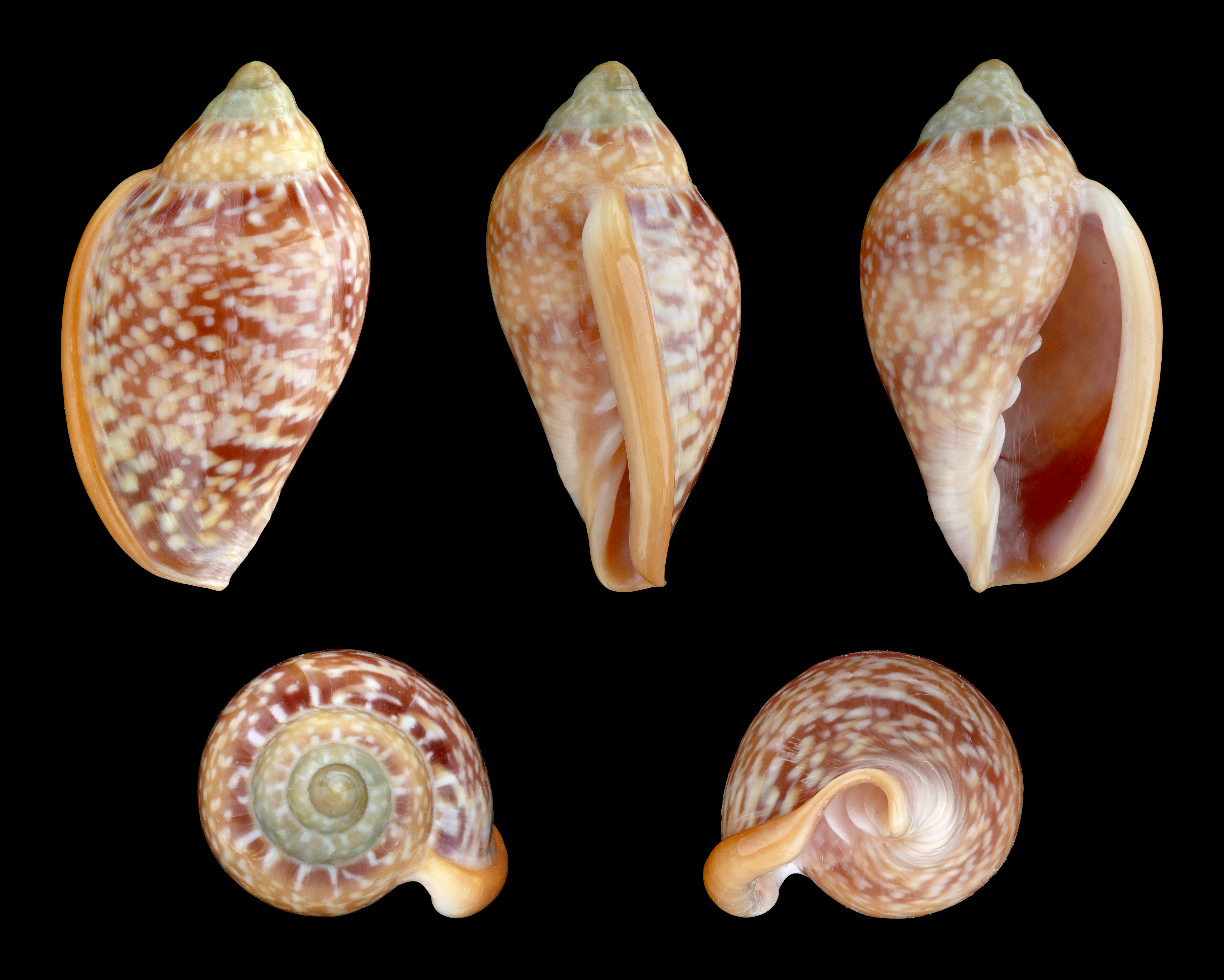
Marginella glabella, Marginellidae
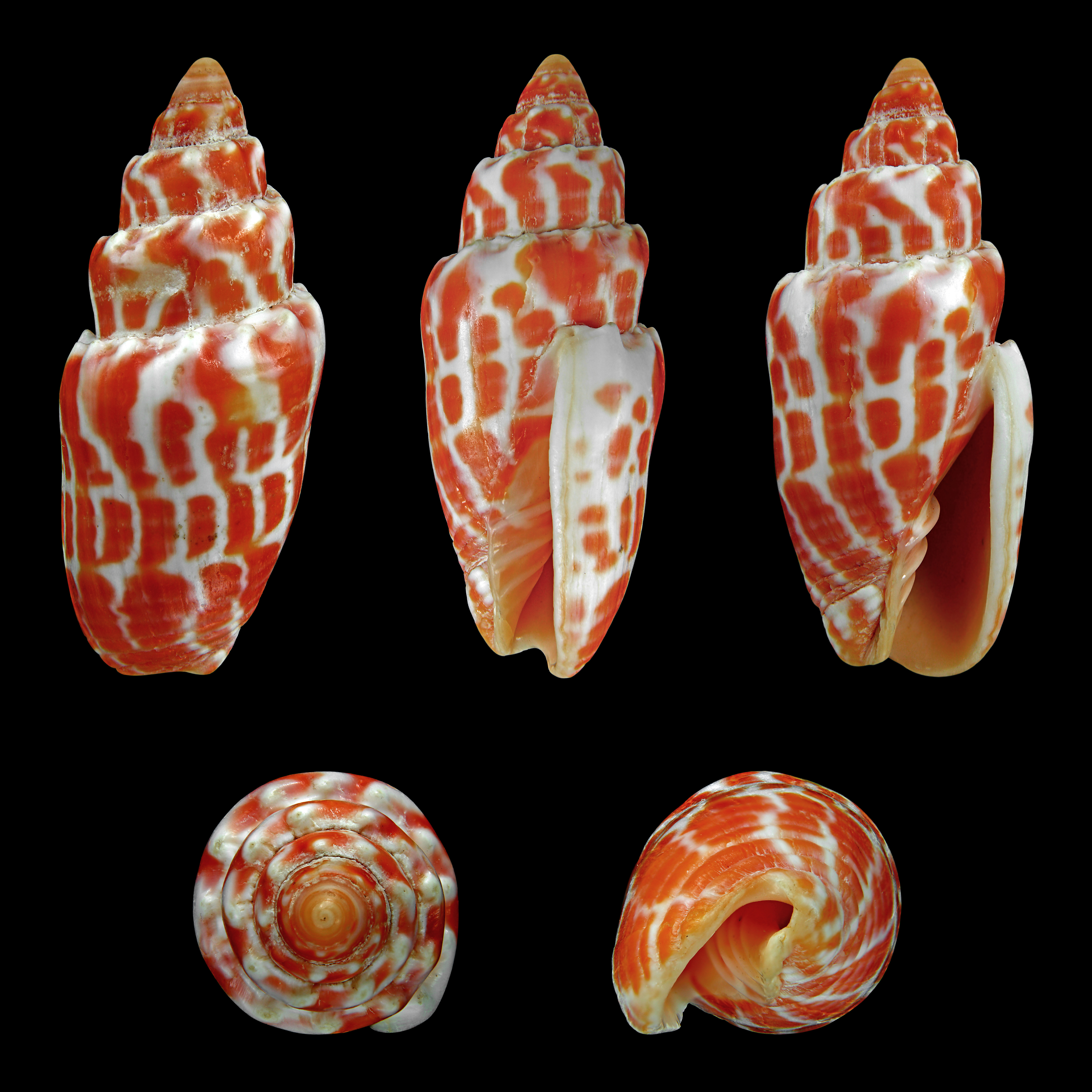
Mitra stictica, Mitridae
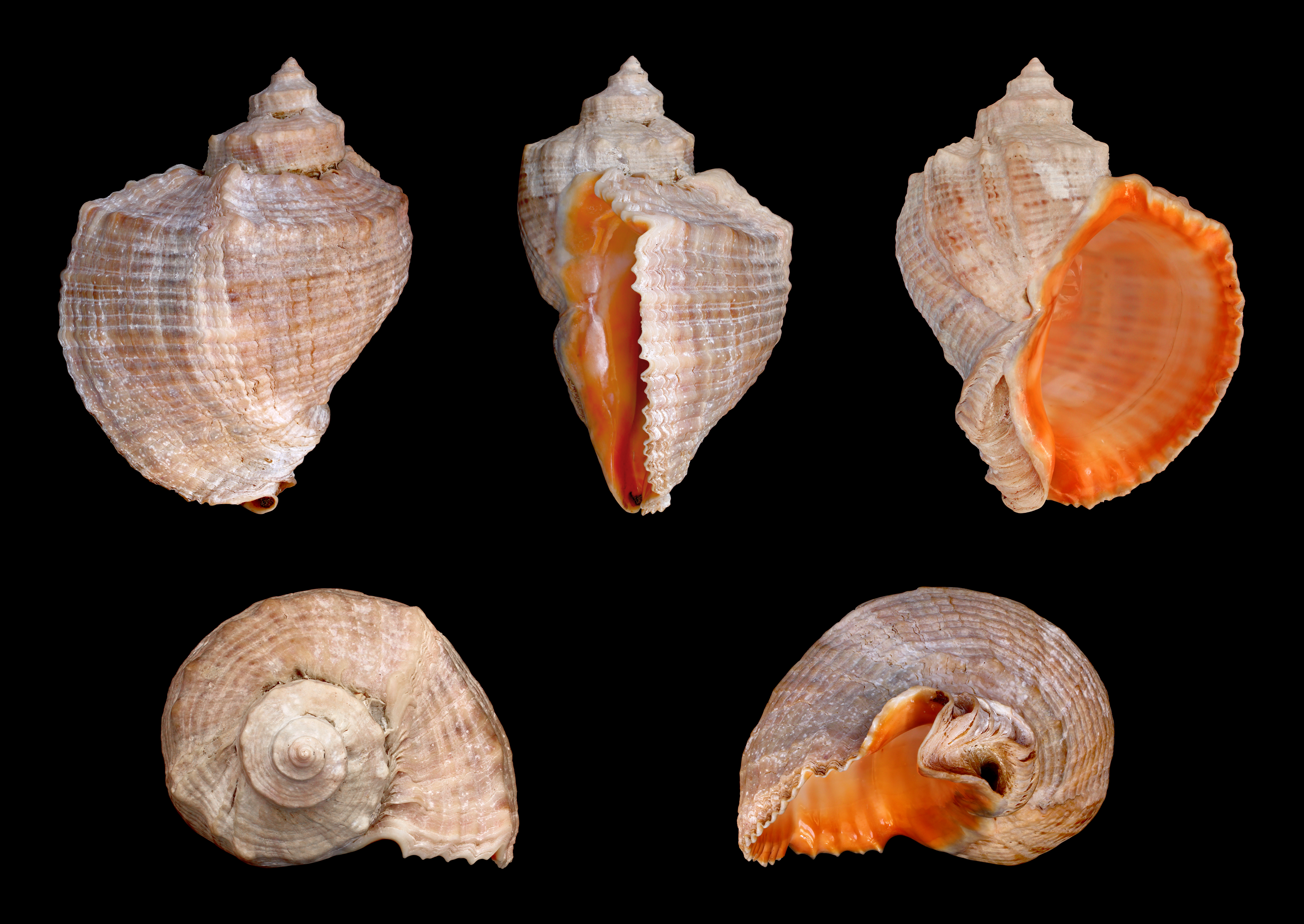
Rapana venosa, Muricidae
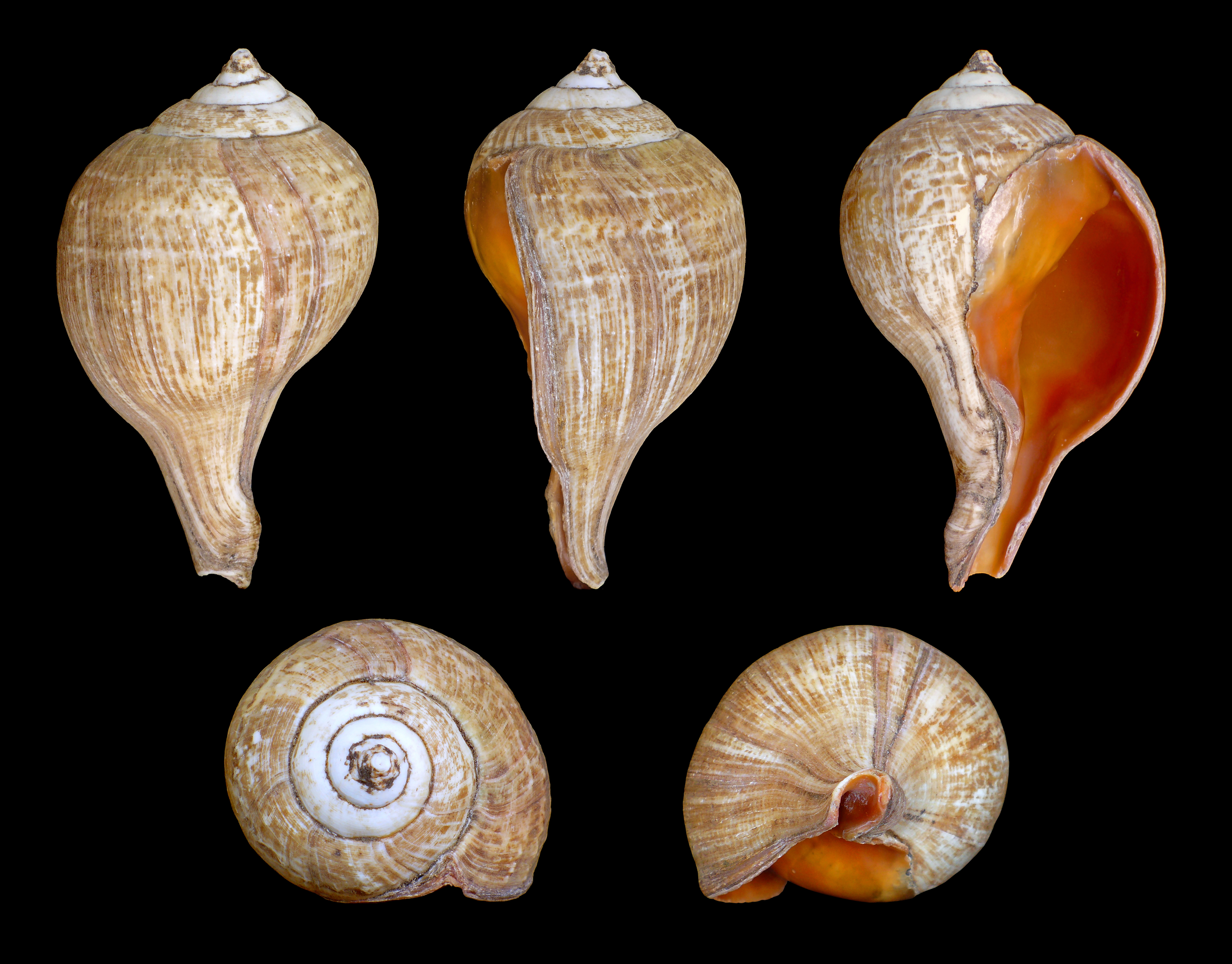
Turbinella pyrum, Turbinellidae
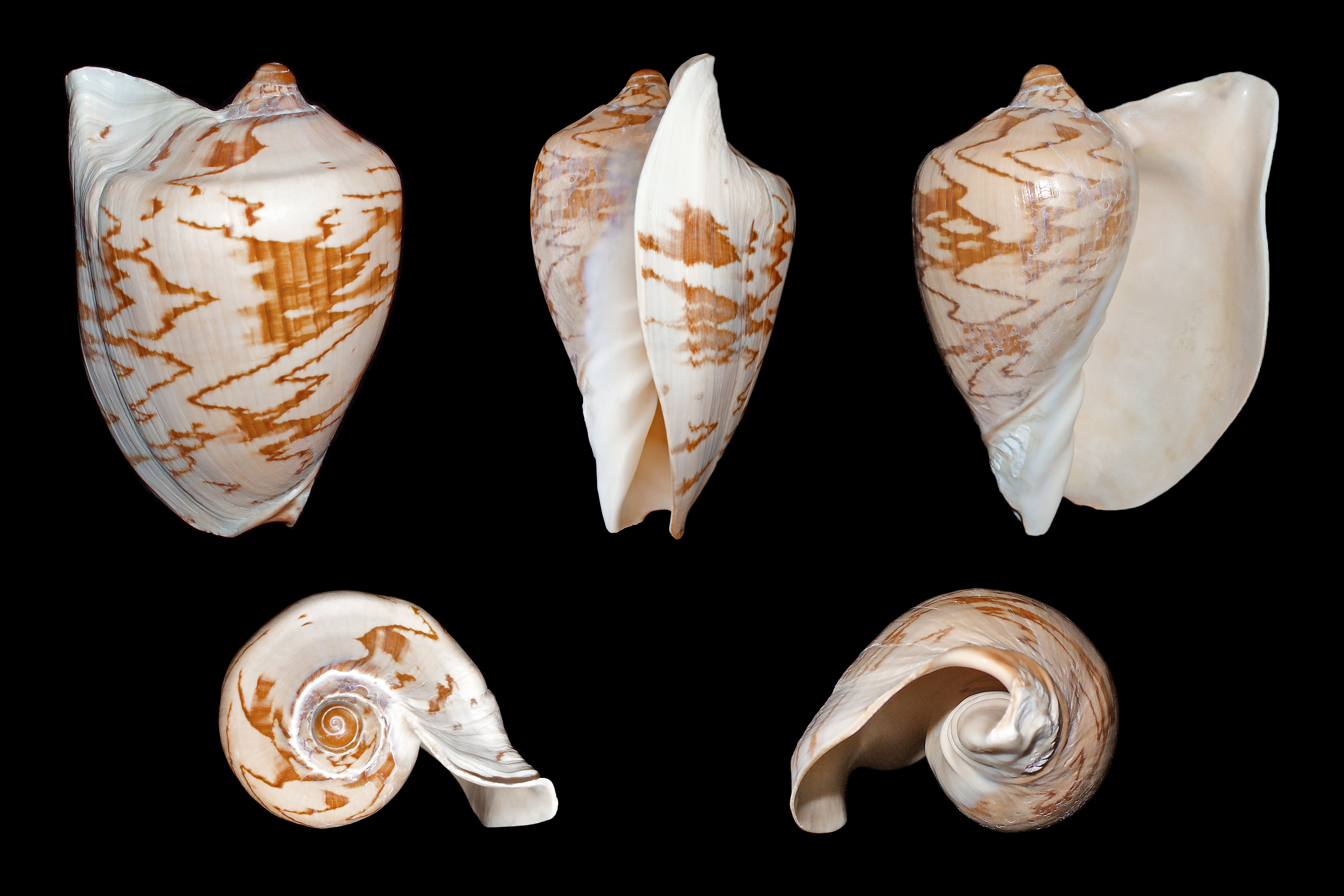
Cymbiola nobilis, Volutidae
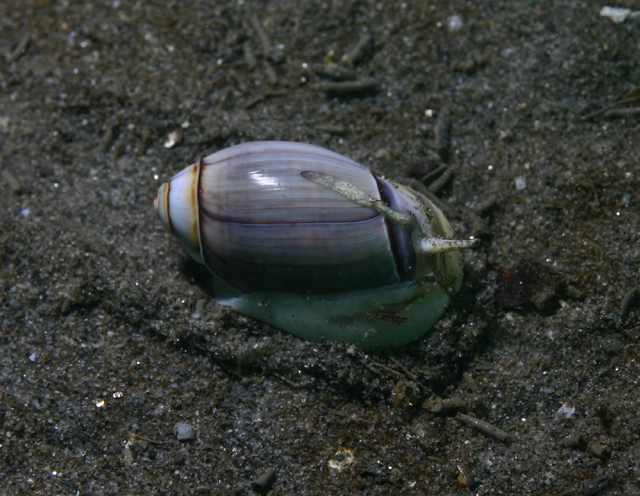
Olivella biplicata, Olivellidae
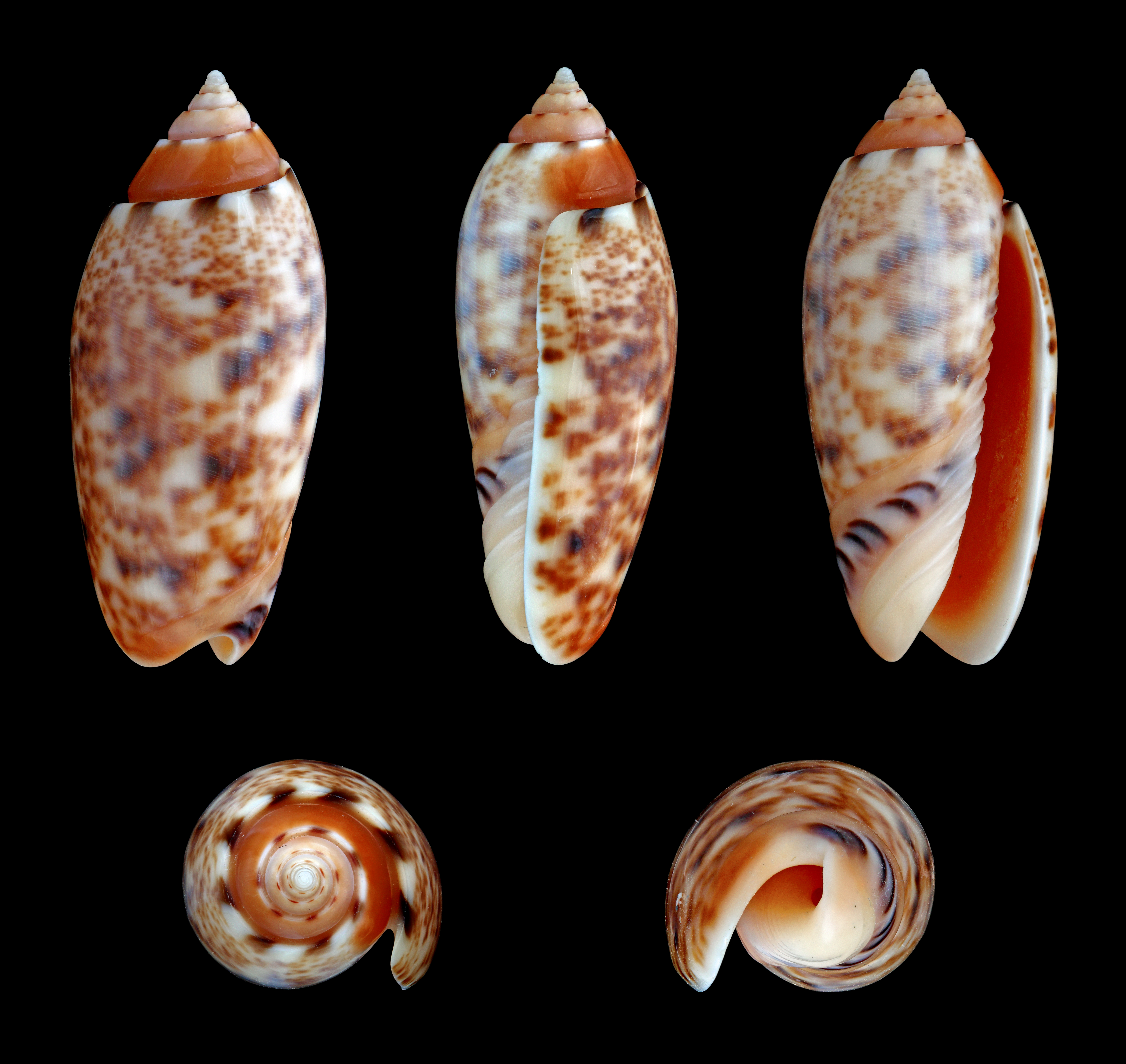
Oliva mantichora, Olividae